# Thomas Gill
Thomas Gill (født 16. maj 1965) er en tidligere norsk professionel fodboldspiller, som har spillet for AaB i perioden 1993-1995. Gennem karrieren blev det til 110 kampe som målmand for AaB. Thomas Gill har vundet det danske mesterskab med AaB i sæsonen 1994/95. I Danmark har Thomas Gill udover AaB også spillet i Vejle Boldklub, F.C. København og FC Hjørring. Desuden har han spillet i en lang række af norske og udenlandske klubber.